# 蟻獅 (傳說生物)

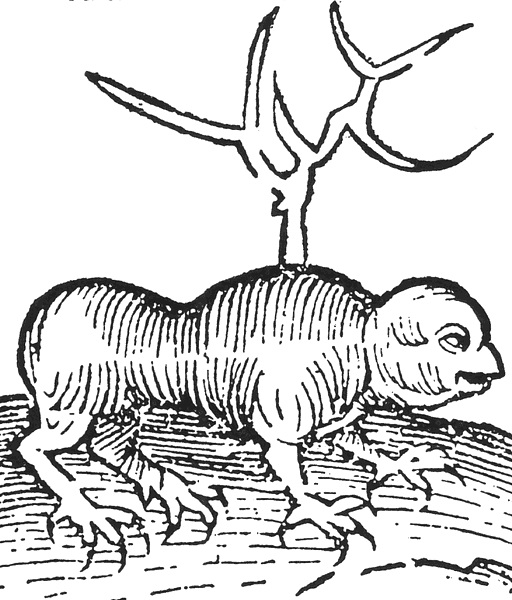
蟻獅

蟻獅（Myrmecoleo）是歐洲中世紀的傳說生物，擁有獅子的頭和螞蟻的身體。

## 傳說
蟻獅一詞源自希臘語的螞蟻（μύρμηξ；myrmeks）和獅（λέων；leon）。根據「博物學者」，蟻獅是公獅和母蟻交配而來，有獅子的頭和螞蟻的身體，因此有兩者的特質，但獅子的部分只會吃肉，而螞蟻的部分只能消化穀物，所以蟻獅最後餓死了。

## 脚注
1. ↑  Swanson, Mark. .   [2023-02-25]. （原始内容存档于2023-02-25）.